# Купер, Роман Петрович
Рома́н Петро́вич Ку́пер (укр. Роман Петрович Купер; род. 16 июля 1959 года, с. Галич Подгаецкого района Тернопольской области — 30 мая 1994 года, Киев) — украинский государственный деятель, депутат Верховной рады Украины II созыва (1994).

## Биография
Родился 16 июля 1959 года в селе Галич Подгаецкого района Тернопольской области.
Окончил Тернопольский медицинский институт. Избирался в Тернопольский городской совет, где стал заместителем председателя, был членом Украинской консервативной республиканской партии.
На парламентских выборах 1994 года был избран народным депутатом Верховной рады Украины II созыва) от Теребовлянского избирательного округа № 364 Тернопольской области, но депутатом пробыл недолго — 30 мая 1994 года он скончался на 35-м году жизни.
Похоронен в родном селе.
Вдова — Купер Оксана Иосифовна.